# Pandar
Pandar (persiska: پندر) är en ort i Iran.   Den ligger i provinsen Yazd, i den centrala delen av landet, 500 km sydost om huvudstaden Teheran. Pandar ligger 2 473 meter över havet och antalet invånare är 330.
Terrängen runt Pandar är kuperad åt sydväst, men åt nordost är den bergig. Terrängen runt Pandar sluttar söderut.Runt Pandar är det glesbefolkat, med 11 invånare per kvadratkilometer. Närmaste större samhälle är Nīr, 5,1 km väster om Pandar. Trakten runt Pandar är ofruktbar med lite eller ingen växtlighet.